# Getting Better
«Getting Better» (с англ. — «Становится лучше») — песня, написанная большей частью Полом Маккартни с небольшой помощью Джона Леннона при работе над текстом (приписана Леннону и Маккартни). Композиция вошла в альбом Sgt. Pepper’s Lonely Hearts Club Band (1967 год).

## Песня
Музыка песни во многом напоминает другую песню Маккартни — «Penny Lane». Музыкальное сопровождение представлено ритмичными аккордами, акцентированное повторение которых заставляет песню звучать подобно бурдону. В конце песни звучит индийский инструмент тамбура, продолжающий этот ритмический рисунок.
Название песни и её звучание довольно оптимистичны, однако в тексте имеется и немало негативных ноток. В определённом смысле это отражает значительную разницу в характерах двух авторов. Так, например, в ответ на строку Маккартни «It’s getting better all the time» (с англ. — «Становится всё лучше и лучше») Леннон в припеве отвечает «It can’t get no worse!» (с англ. — «Хуже не будет!»).
Согласно Хантеру Дэвису (автору единственной авторизованной биографии группы), название песни происходит от фразы, которую часто произносил Джимми Никол — барабанщик, некоторое время сотрудничавший с группой.

## Работа в студии
Запись песни началась 9 марта, когда было записано 7 дублей ритмической дорожки (примечательно, что Джордж Мартин при этом ударял прямо по струнам пианино небольшими молоточками). На следующий день Харрисон дописал партию тамбуры, Маккартни перезаписал басовую партию, а Старр добавил отдельные ударные.
21 марта группа записывала вокальные партии. По утверждению Хантера Дэвиса, присутствовавшего в студии, пение звучало «пресно, шероховато и ужасно расхлябанно». Неизвестно, были ли включены в финальный микс подобные партии; однако часть гармоний в песне всё же звучит неточно; впрочем, возможно, это был преднамеренный эффект, созданный посредством изменения скорости воспроизведения отдельных партий. В этот же день произошёл инцидент с Джоном Ленноном, который внезапно пожаловался на то, что ему нехорошо и что он не может сосредоточиться. Как оказалось, он по ошибке принял ЛСД вместо стимулятора. Джордж Мартин, не зная об этом, вывел его на крышу студии «Эбби Роуд», чтобы тот подышал свежим воздухом, а сам вернулся в студию, где ожидали Маккартни и Харрисон. Они знали, почему Леннону нехорошо, и, едва услышав, где он, поспешили на крышу, чтобы предотвратить возможный несчастный случай.
23 марта были дозаписаны отдельные вокальные партии, а также партия конга.
Дубли первый и тринадцатый (инструментальные версии) доступны в юбилейном переиздании альбома Sgt. Pepper’s Lonely Hearts Club Band.
В записи участвовали:
- Пол Маккартни — дважды записанный и сведённый вокал, бас-гитара, электрическое пианино
- Джон Леннон — подголоски, соло-гитара
- Джордж Харрисон — подголоски, соло-гитара, тамбура
- Ринго Старр — ударные, конга
- Джордж Мартин — пианет (разновидность электропианино)

## Кавер-версии
На песню было записано множество кавер-версий. Особо известны и примечательны следующие:
- В 1976 году группа Status Quo перепела эту песню для музыкального фильма «Всё это и Вторая мировая война[англ.]».
- Стив Хиллидж записал кавер-версию песни для своего альбома Open (1979).
- Группа The Wedding Present записала свою версию песни для компиляционного альбома со множеством участников Sgt. Pepper Knew My Father (1988).
- Группа Public Enemy семплировала песню для своей композиции «Who Stole the Soul?» (альбом Fear of a Black Planet, 1990).
- Группа Gomez записала свою версию для компиляционного альбома Abandoned Shopping Trolley Hotline (2000).
- Сам Маккартни исполнял песню вживую на протяжении своих американских и мировых туров в 2002 и 2003 годах.
- Песня звучит в фильме «Кот» (2003) в исполнении группы Smash Mouth.
- Группа Kaiser Chiefs записала кавер-версию песни для телефильма BBC It Was 40 Years Ago Today (2007).